# Де Лима, Жозе Рейналдо
Жозе Рейналдо де Лима (порт. José Reinaldo de Lima; 11 января 1957, Понти-Нова) — бразильский футболист, нападающий. Один из лучших игроков в истории клуба «Атлетико Минейро». Во время игровой карьеры Рейналдо делали 8 операций: по 4 на колене и голеностопном суставе. Был известен своим жестом, которым он праздновал забитые мячи — поднятым кулаком левой руки, знаком, которым в Бразилии обозначали отрицательное отношение к правящей в стране хунте (такой же знак был у движения «Чёрных пантер» в США).

## Биография
Рейналдо родился в семье Марио Рейналдо де Лимы и Марии Коэли. У него было 4 брата и 4 сестры, сам он был 6-м ребёнком. Семья была очень бедной, а потому Рейналдо уже с малых лет занимался подработками, для того, чтобы получить возможность пойти в кино, которое он очень любил.

### Карьера
Рейналдо начал карьеру в юношеском клубе «Понтеновензе», где играли ещё два его брата. 7 сентября 1971 года «Понтеновензе» в товарищеском матче с клубом «Атлетико Минейро», который тренировал Барбатана. Рейналдо в этом матче участия не принимал, однако Барбатане рассказали о Рейналдо, как о будущем молодом таланте, за которым также наблюдали скауты «Ботафого». Барбатана просмотрел Рейналдо, а затем переговорил с его родителями, уговорив их отпустить игрока попробовать свои силы в составе «Атлетико Минейро». Он дебютировал в молодёжи «Атлетико» в матче с основным составом команды, проходящим предсезонный сбор. В этой игре он вышел во втором тайме, сразу став одним из самых заметных игроков на поле, обводя настоящих профессионалов из «основы» и забив 3 гола, после чего с ним сразу же был заключён контракт. В молодёжи «Атлетико» Рейналдо быстро стал лучшим игроком, и лишь возраст не позволял футболисту дебютировать за основной состав. Одновременно с футболом, Рейналдо получал в местной школе аттестат о среднем образовании.
С наступлением 16-летия Реналдо начал играть за основной состав «Атлетико». Его дебют состоялся 28 января 1973 года в матче чемпионата штата Минас-Жерайс против клуба «Валерио», в котором Атлетико победил 2:1. Через неделю, 4 февраля, Рейналдо забил свой первый мяч за «Атлетико», поразив ворота клуба «Калденсе»; игра завершилась со счётом 2:2. В 1974 году Рейналдо получил травму левого колена в матче с клубом «Сеара». В результате ему была сделана операция по извлечению левого мениска. После восстановления, Рейналдо вновь стал лидером атак «Атлетико» и кумиром болельщиков клуба, называвших его «Царь». Однако вместе с признанием его, как одного из сильнейших форвардов Бразилии, ему стали уделять пристальное внимание защитники команд, против которых играл «Атлетико». Когда Рейналдо делал свои финты, обычно защитники с ним не церемонились и били по больному колену.
В 1977 году Рейналдо, ставший лучшим бомбардиром чемпионата Бразилии, получил очередную травму колена. Он долго восстанавливался в клинике Нейлора Ласмара, ему сделали 3 операции, чтобы успеть сыграть на чемпионате мира. На мундиале Рейналдо даже носил всё свободное время наколенник, чтобы не перенапрягать ногу. 2 августа 1978 года, в США, в госпитале Ленокс Хилл, Рейналдо была сделала повторная операция на колене. Рейналдо очень долгое время восстанавливался, даже обращался с просьбой о помощи к магам, но смог вернуться на поле. Однако былую форму форвард начал демонстрировать лишь через несколько лет. В 1980 году клуб вышел в финал чемпионата Бразилии. В первой игре победил «Атлетико», единственный мяч забил Рейналдо. Во второй игре Рейналдо забил дважды, но при счёте 2:2 он был ошибочно удалён с поля судьёй Жозе Араганом, после чего «Менго» забил третий мяч, и выиграл турнир благодаря дополнительным показателям. В 1982 году футбольная общественность видела Рейналдо в сборной, которая отправлялась на чемпионат мира, однако взят в команду Рейналдо не был. Теле Сантана, главный тренер бразильцев, отказал футболисту, сказав в прессу, что он занимается сексом с мужчинами. Но сам Рейналдо ответил, что ничего плохого к гомосексуализму не имеет, но сам таковым не является. В конце 1982 года Рейналдо вновь получил тяжелую травму, и почти весь год отдал лечению колена. Он перестал попадать в состав «Атлетико», и в 1985 году перешёл в «Палмейрас». Затем он играл за «Рио-Негро» из Манауса, шведский «Хеккен» и нидерландский «Телстар».
В 1996 году Рейналдо заболел наркоманией, после чего прошёл курс психического и физиологического излечения. Также Рейналдо известен, как депутат от Зелёной партии в парламенте штата Минас-Жерайс, с 1990 по 1994 год, и как комментатор канала Alterosa. С 2005 по 2008 год был членом муниципалитета Белу-Оризонти.

## Достижения

### Командные
- Чемпион штата Минас-Жерайс: 1976, 1978, 1979, 1980, 1981, 1982, 1983, 1985

### Личные
- Лучший бомбардир чемпионата Бразилии: 1977 (28 голов)
- Обладатель Серебряного мяча Бразилии: 1977, 1983